# Гомрай дворогий
Гомрай дворогий (Buceros bicornis) — вид птахів родини гомрайових (Bucerotidae).

## Поширення
Широко поширений від Індії до Південно-Східної Азії і далі через Малаккський півострів до острова Суматра. Трапляється в лісистій місцевості.

## Опис
Птах завдовжки до 125 см, вага до 3,5 кг. Дзьоб великий (довжина 25-30 см), сильний, вигнутий. Голова оточена чорним кільцем, що проходить через основу дзьоба і очі. Позаду цієї смуги починається кремове оперення, що опускається з голови на верхню частину грудей. Крила переважно чорні, з білою поперечною смугою. Кінчики першорядних і другорядних махових пір'їн білі. Нижня частина тіла біла, хвіст теж білий, з широкою чорною поперечною смугою, розташованою ближче до кінчика хвоста. Дзьоб жовтуватий, над дзьобом є плоский жовтуватий шолом. Райдужні оболонки очей у самців червоні, у самок світло-кремові. В іншому самці і самки зовні схожі один з одним.

## Спосіб життя
Тримаються на великих деревах, частіше невеликими групами по 5-6 птахів. Поводяться шумно, розкотисто ревуть і кудахкають. Найлегше їх спостерігати в польоті над лісом, оскільки вони не тільки відрізняються великими розмірами, але і виробляють багато шуму під час польоту. Рідше цих птахів можна побачити стрибучими з гілки на гілку серед листя. Гучні крики птиці-носорога нагадують гавкіт маленької собачки.

### Розмноження
Гніздяться з січня по квітень, як правило, в одному і тому ж гнізді. Самка замуровує себе в гнізді, самець підносить їй матеріал. Після цього відбувається відкладання яєць і насиджування (в кладці 2 білих яйця). В цей час самка линяє. Самець птиці-носорога знаходить їжу і приносить її в гніздо.

### Живлення
Живляться ці птахи головним чином плодами, зокрема плодами рослини стрихнос (Strychnos), з якого отримують стрихнін; а також комахами, ящірками і зернами.